# 十九歲
《十九歲》（日语：十九歳）是NHK週六電視劇的系列作品之一，於1989年1月14日至1月28日期間在NHK播放，全劇共計3集。主演為織田裕二，這也是他首次主演電視劇。

## 劇情概要
19歲的少年村上大介（織田裕二飾）遭到高中退學，他的父親市造（佐藤慶飾）仍然希望他能完成高中學業，進入大學就讀，於是母親奈津（吉村實子飾）安排大介參加五日市町一所高校的轉學考，順利考上並離家寄宿。學校以臨時租借的民宿作為學生宿舍，大介很快在這裡認識許多相同經歷的住宿生，然而也因學校禁止自宅通學者以外的學生騎單車上學，和老師起衝突。此時大介認識了單車店老闆多田（西鄉輝彥飾），他曾參加過大介視為夢想的達卡拉力賽，同時大介也對從大阪來的轉學生國廣惠子（長谷川真弓飾）開始產生情愫。

## 登場人物
- 村上大介（織田裕二飾）
- 教師・香月友雄 （三浦友和飾）
- 父・村上市造（佐藤慶飾）
- 母・村上奈津（吉村實子（日语：吉村実子）飾）
- 教師・大野（橋爪功飾）
- 教師・川口（瑪哈文朱（日语：マッハ文朱）飾）
- 教師・橋本（遠藤憲一飾）
- 單車店店主・多田（西鄉輝彥飾）
- 國廣惠子（長谷川真弓（日语：長谷川真弓 (女優)）飾）

## 各集收視率
- 第一集 「編入！俺はダブりの三年生」(13.3%)
- 第二集 「反抗！ヒリヒリするほどいい気分」(9.8%)
- 第三集（最終集）「卒業！親不孝　終ってみると丸裸」(13.2%)

## 工作人員
- 編劇：小山內美江子（日语：小山内美江子）
- 配樂：山本純之介（日语：山本純ノ介）
- 製作：八木雅次
- 美術：田坂光善
- 技術：渡邊秀男
- 音效：今井裕
- 攝影：佐藤彰、遠藤信明
- 照明：川口榮紀、木下正雄
- 音聲：佐藤登喜男、永井孝夫
- 導演：望月良雄、清水滿